# Program Wostok
Program Wostok (ros. Восто́к – „Wschód”) – pierwszy radziecki program załogowych lotów kosmicznych, którego największym osiągnięciem było umieszczenie po raz pierwszy człowieka na orbicie okołoziemskiej. Do realizacji programu wykorzystano specjalnie skonstruowany statek kosmiczny Wostok oraz zaadaptowaną z istniejącego ICBM rakietę Wostok.
W celu przetestowania pojazdów pod kątem lotów z udziałem ludzi, wystrzelono szereg prototypowych Wostoków, z manekinami oraz co najmniej pięcioma zwierzętami na pokładzie:
- Korabl-Sputnik 1 (Sputnik 4)
- Korabl-Sputnik 2 (Sputnik 5)
- Korabl-Sputnik 3 (Sputnik 6)
- Korabl-Sputnik 4 (Sputnik 9)
- Korabl-Sputnik 5 (Sputnik 10)

7 marca 1960 do pierwszej grupy kosmonautów zaliczono 12 osób: Iwan Anikiejew, Walerij Bykowski, Borys Wołynow, Jurij Gagarin, Wiktor Gorbatko, Władimir Komarow, Aleksiej Leonow, Grigorij Nielubow, Andrijan Nikołajew, Paweł Popowicz, Gierman Titow i Gieorgij Szonin.
Wkrótce dołączyli do nich: Jewgienij Chrunow, Dimitrij Zaikin, Walentin Fiłatjew, Paweł Bielajew, Wałentyn Bondarenko, Walentin Warłamow, Mars Rafikow i Anatolij Kartaszow.
Latem 1960 wydzielono sześcioosobową grupę, która zaczęła bezpośrednie przygotowania do pierwszego lotu człowieka w kosmos. W skład tej grupy weszli: Jurij Gagarin, Gierman Titow, Andrijan Nikołajew, Paweł Popowicz, Grigorij Nielubow i Walerij Bykowski.
W każdym z lotów załogowych uczestniczył jeden kosmonauta:
- Wostok 1 – pierwszy człowiek w kosmosie (Jurij Gagarin)
- Wostok 2 – pierwszy całodniowy pobyt w kosmosie (Gierman Titow)
- Wostok 3 – Andrijan Nikołajew
- Wostok 4 – Paweł Popowicz
- Wostok 5 – Walerij Bykowski
- Wostok 6 – pierwsza kobieta w kosmosie (Walentina Tierieszkowa)

Początkowo planowano jeszcze siedem lotów statków Wostok, jednak w kwietniu 1966 roku anulowano je, by zwiększyć nakłady na program księżycowy.
Następnym radzieckim programem lotów załogowych był Woschod.